# Prawo iterowanego logarytmu
Prawo iterowanego logarytmu – zespół twierdzeń z rachunku prawdopodobieństwa opisujących rozmiar fluktuacji w błądzeniu przypadkowym.

## Nieskończone serie prób Bernoulliego
Poniżej znajduje się sformułowanie prawa iterowanego logarytmu dla prób Bernoulliego.
Rozważmy nieskończony ciąg prób Bernoulliego. Przez p oznaczmy prawdopodobieństwo sukcesu w pojedynczej próbie i niech q=1-p będzie prawdopodobieństwem porażki w pojedynczej próbie. Niech Sn oznacza liczbę sukcesów w pierwszych n próbach, a Sn* oznacza "unormowaną" liczbę sukcesów określoną wzorem
{\displaystyle S_{n}^{*}={\frac {S_{n}-np}{\sqrt {npq}}}}
Niech ponadto A(λ, n) oznacza zdarzenie polegające na tym, że spełniona jest następująca nierówność
{\displaystyle S_{n}^{*}>\lambda {\sqrt {2\log \log n}}}

### Prawo iterowanego logarytmu
Jeżeli λ>1 to z prawdopodobieństwem 1 zachodzi tylko skończenie wiele spośród zdarzeń A(λ, n). Jeżeli zaś λ<1 to z prawdopodobieństwem 1 zachodzi nieskończenie wiele spośród zdarzeń A(λ, n).